# Ma Yibo
Ma Yibo, född den 5 augusti 1980 i Dalian, Kina, är en kinesisk landhockeyspelare.
Hon tog OS-silver i damernas landhockeyturnering i samband med de olympiska landhockeytävlingarna 2008 i Peking.